# Armorial des freguesias de Chamusca
- il comporte peu ou pas de sources.
- il reste des blasons à dessiner dans cet armorial.

Cette page donne les armoiries (figures et blasonnements) des freguesias de Chamusca. 
| Image | Nom de la commune et blasonnement |
| ----- | --------------------------------- |
|       | Carregueira                       |
|       | Chamusca                          |
|       | Chouto                            |
|       | Parreira                          |
|       | Pinheiro Grande                   |
|       | Ulme                              |
|       | Vale de Cavalos                   |